# Andrea Reinkemeyer
Andrea Reinkemeyer (Portland, 1976) è un compositrice statunitense.

## Biografia
Andrea nacque a Portland, in Oregon e si è laureata con un diploma all'Università dell'Oregon. Ha continuato i suoi studi di composizione all'Università del Michigan, ottenendo un dottorato. Come studente universitario ha vinto il premio "Creatività eccezionale in composizione". La sua musica è stata eseguita a livello internazionale.
La sua musica è stata descritta come "ossessionante", "intelligente, funky, jazz e virtuosistica".
Mentre era all'Università del Michigan, la Reinkemeyer insegnava come studente universitario in composizione elettronica. Dopo aver completato la sua formazione accettò un posto come insegnante di composizione, teoria e tecnologia presso la Bowling Green State University in Ohio. Attualmente è assistente professore di composizione musicale e teoria al Linfield College di McMinnville, Oregon.
Ha sposato Brian Amer e ha una figlia. la Reinkemeyer ha anche lavorato per insegnare musica nei programmi di sensibilizzazione della comunità di Detroit.

## Lavori
I lavori selezionati comprendono:
- "From Cycles of Eternity" (2017) per Gruppo vocale femminile; Henrietta Cordelia Ray, poeta
- "When Justice Reigns" (2016) per coro misto; Janine Applegate, poeta
- "The Thaw" (2016) per soprano, tenore, coro misto e gruppo di fiati
- "NaamJai (Liquid Heart)" (2015) per orchestra
- "Things Heard, Misunderstood" (2012) per sassofono contralto
- "Wrought Iron" (2012) per flauto e percussioni
- "Dos Danzas" (2010) per banda da concerto
- Wild Silk (2009) per sassofono baritono, percussioni e pianoforte
- Half Moon Nocturne (2007) per clarinetto in si bemolle, fagotto, corno in fa, pianoforte, violino, viola, violoncello e basso
- Lured by the Horizon (2005) per Orchestra
- Through Leaves (2004) per nastro e percussioni
- "#@&%!* (imprecazione cancellata) (2000) per quartetto di percussioni